# NGC 3342
NGC 3342 је елиптична галаксија у сазвежђу Лав која се налази на NGC листи објеката дубоког неба.
Деклинација објекта је + 9° 10' 57" а ректасцензија 10h 40m 28,2s. Привидна величина (магнитуда) објекта NGC 3342 износи 12,5 а фотографска магнитуда 13,5. NGC 3342 је још познат и под ознакама NGC 3332, UGC 5807, MCG 2-27-38, CGCG 65-80, Todd 24, PGC 31768.